# 女学院前停留場
女学院前停留場（じょがくいんまえていりゅうじょう、女学院前電停）は、広島県広島市中区にある広島電鉄白島線の停留場である。駅番号はW01。
白島方面ホームは鉄砲町、八丁堀方面ホームは上幟町に位置する。

## 歴史
白島線の開業は広島電鉄の前身である広島電気軌道が電車の営業を始めた1912年（大正元年）にさかのぼるが、女学院前停留場が開設されたのは第二次世界大戦後の1952年（昭和27年）のことである。1945年（昭和20年）8月6日の原爆投下以来休止していた白島線が、戦後新たに建設された幹線道路（白島通り）上に敷設された新線で運転を再開したのに合わせて開設された。停留場名は広島女学院中学校・高等学校が近くにあることに由来する。

### 年表
- 1952年（昭和27年）6月10日：戦後の白島線運転再開と同時に開設[2][4]。。
- 1996年（平成8年）10月：駅番号「W2」を付与[5]。
- 2025年（令和7年）8月3日：駅番号を「W01」へ変更[6]。

## 停留場構造

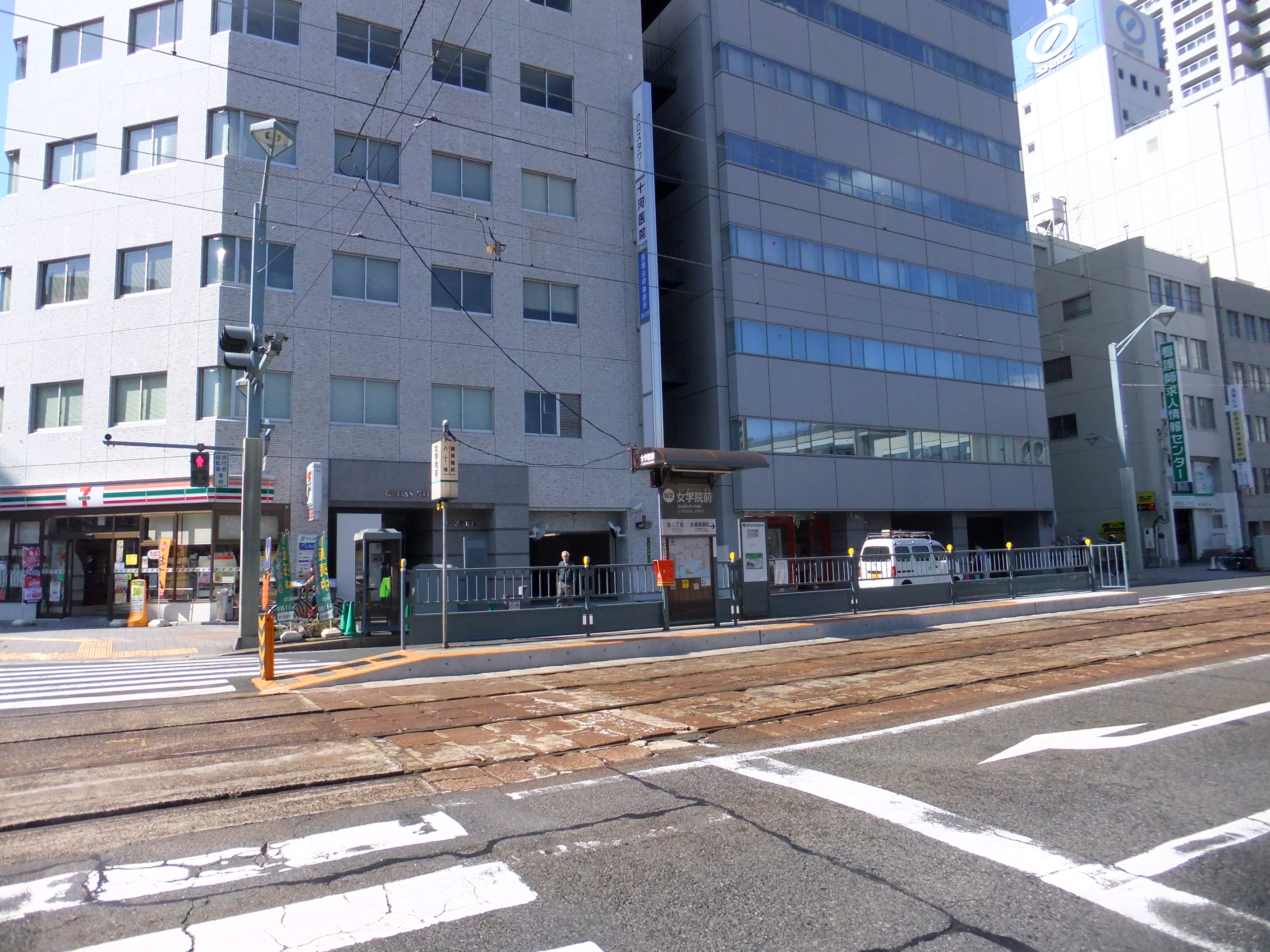
白島方面ホーム（2013年2月）

白島線の軌道は道路上に敷かれた併用軌道であり、当停留場も道路上にホームが設けられている。ホームは低床式で2面あり、南北方向に伸びる2本の線路を挟み込むように配置されている。ただし互いのホームは交差点を挟んで斜向かいに位置していて、交差点の北に白島方面へ向かう下りホーム、南に八丁堀方面へ向かう上りホームがある。
1988年（昭和63年）4月には上屋が取り付けられた。

### 運行系統
当停留場には広島電鉄で運行されている路線のうち、9号線のみが乗り入れる。
| 上りホーム | 9号線 | 八丁堀ゆき・江波ゆき |
| 下りホーム | 9号線 | 白島ゆき             |

## 停留場周辺
広島女学院中学校・高等学校は東にすぐの所にある。周辺はビジネス街であり、広島合同庁舎の最寄停留場でもある。
- 城南通り
- エリザベト音楽大学
- 叡啓大学
- 広島市立幟町小学校
- 広島市立幟町中学校
- 広島市立広島市民病院
- 広島地方裁判所
- 広島城
- 広島県警本部
- 広島中央警察署
- 広島合同庁舎
- ハローワーク広島
- 広島東税務署
- 日本銀行広島支店
- 中国放送
- ユアーズ 幟町店

## バス路線
「女学院前」バス停は城南通り沿いと白島通り沿いにそれぞれ2箇所あり、広電バス・広島バス・広島交通・中国JRバス が停車する。
1 女学院前 バス停（城南通り沿い 東行き 広島駅方面）
- 26号 旭町線（広島バス） 広島駅方面 平日4本、土休日2本のみ
- 30号線（広島交通・中国JRバス） 広島駅方面
- 70,72,73,74号線（広電バス・広島交通） 広島駅方面
- 302 まちのわループ 右回り（広電バス・広島バス・広島交通） 広島駅新幹線口ゆき
- 広島 - 三次 - 庄原 - 東城線（備北交通・広島電鉄） 広島駅新幹線口ゆき
- 広益線「清流ライン高津川号」（石見交通） 広島駅新幹線口ゆき

2 女学院前 バス停（城南通り沿い 西行き 広島バスセンター方面）
- 30号線（広島交通 深川線 / 中国JRバス 雲芸南線） 広島バスセンター・新白島駅方面
- 301 まちのわループ 左回り（広電バス・広島バス・広島交通） 八丁堀・日赤病院前方面
- 70,72,73,74号線（広電バス・広島交通） 広島バスセンター・横川駅方面
- 高速バス 広益線「清流ライン高津川号」（石見交通） 広島バスセンター・益田駅方面

3 女学院前 バス停（白島通り沿い 北行き 白島町方面）
- 12号線（広電バス） 不動院・戸坂方面

4 女学院前 バス停（白島通り沿い 南行き 八丁堀方面）
- 12-1,12-2号線（広電バス） 県病院前・仁保沖町方面
- 12-4号線（広電バス） 段原中央・旭町方面 平日1本のみ
- 26号 旭町線（広島バス） 南区役所前・旭町方面 夜の3本のみ

合同庁舎入口 バス停（北行き 白島町方面）
- 6号線（広電バス） 牛田方面

合同庁舎入口 バス停（南行き 八丁堀方面）
- 6号線（広電バス） 市役所前・江波方面

合同庁舎前 バス停（城南通り沿い 東行き 広島駅方面）
- 30号線（広島交通・中国JRバス） 広島駅方面
- 70,72,73,74号線（広電バス・広島交通） 広島駅方面
- 高速バス 松江線 グランドアロー号（降車専用）
- 高速バス 米子線 メリーバード号（降車専用）
- 広島 - 三次 - 庄原 - 東城線（備北交通・広島電鉄） 広島駅新幹線口ゆき
- 広益線「清流ライン高津川号」（石見交通） 広島駅新幹線口ゆき

合同庁舎前 バス停（城南通り沿い 西行き 広島バスセンター方面）
- 高速バス 広益線「清流ライン高津川号」（石見交通） 広島バスセンター・益田駅方面
- 30号線（広島交通 深川線 / 中国JRバス 雲芸南線） 広島バスセンター・新白島駅方面
- 70,72,73,74号線（広電バス・広島交通） 広島バスセンター・横川駅方面

## 隣の停留場
広島電鉄
白島線
八丁堀停留場 (M05) - 女学院前停留場 (W01) - 縮景園前停留場 (W02)
- 1967年（昭和42年）までは隣の八丁堀停留場との間に鉄砲町停留場が存在した。